# Elizabeth Goudge
Elizabeth Goudge (Wells, 24 aprile 1900 – [[Rotherfield Peppard]], 1º aprile 1984) è stata una scrittrice inglese.

## Opere

### Città di campane
- A City of Bells (1936)
- Towers in the Mist (1938)
- The Dean's Watch (1960)
- Three Cities of Bells (omnibus) (1965)

### Eliots of Damerosehay series
- The Bird in the Tree (1940)
- The Herb of Grace (1948) aka Pilgrim's Inn
- The Heart of the Family (1953)
- The Eliots of Damerosehay (omnibus) (1957)

### Romanzi
- Island Magic (1934)
- The Middle Window (1935)
- The Castle on the Hill (1941)
- Green Dolphin Country (1944) aka Green Dolphin Street (USA title)
- Gentian Hill (1949)
- The Rosemary Tree (1956)
- The White Witch (1958)
- The Scent of Water (1963)
- The Child From the Sea (1970)

### Libri per bambini
- Sister of the Angels: A Christmas Story (1939)
- Smokey House (1940)
- The Well of the Star (1941)
- Henrietta's House (1942) aka The Blue Hills
- Il cavallino bianco (The Little White Horse) (1946)
- Make-Believe (1949)
- The Valley of Song (1951)
- Linnets and Valerians (1964) aka The Runaways
- I Saw Three Ships (1969)

### Collezioni
- The Fairies' Baby: And Other Stories (1919)
- A Pedlar's Pack: And Other Stories (1937)
- Three Plays: Suomi, The Brontës of Haworth, Fanny Burney (1939)
- The Golden Skylark: And Other Stories (1941)
- The Ikon on the Wall: And Other Stories (1943)
- The Elizabeth Goudge Reader (1946)
- Songs and Verses (1947)
- At the Sign of the Dolphin (1947)
- The Reward of Faith: And Other Stories (1950)
- White Wings: Collected Short Stories (1952)
- The Ten Gifts: An Elizabeth Goudge Anthology (1965)
- A Christmas Book: An Anthology of Christmas Stories (1967)
- The Lost Angel: Stories (1971)
- Hampshire Trilogy (omnibus) (1976)
- Pattern of People: An Elizabeth Goudge Anthology (1978)

### Non fiction
- God So Loved the World: The Story of Jesus (1951)
- Saint Francis of Assisi (1959) aka My God and My All: The Life of St. Francis of Assisi
- A Diary of Prayer (1966)
- The Joy of the Snow: An Autobiography (1974)

### Antologie edite da Elizabeth Goudge
- A Book of Comfort: An Anthology (1964)
- A Book of Peace: An Anthology (1967)
- A Book of Faith: An Anthology (1976)

### Antologie contenenti storie di Elizabeth Goudge
- Dancing with the Dark (1997)

### Racconti brevi
- ESP (1974)

## Filmografia
- Il delfino verde (Green Dolphin Street), regia di Victor Saville (1947)